# Waidhofen an der Thaya
Die österreichische Stadtgemeinde Waidhofen an der Thaya mit 5236 Einwohnern (Stand 1. Jänner 2025) liegt im nördlichen Waldviertel in Niederösterreich. Als Hauptstadt des gleichnamigen Verwaltungsbezirks ist sie die nördlichste Bezirkshauptstadt Österreichs.

## Geografie
Waidhofen an der Thaya liegt am Oberlauf der Deutschen Thaya, die die Stadt, eingebettet in das Waldviertler Granit- und Gneishochland, von Süden nach Norden durchfließt. Der Lensbach, der Große Radlbach und der Kaltenbach münden auf dem Gemeindegebiet in den Fluss ein.

### Gemeindegliederung
Das Gemeindegebiet umfasst 13 Ortschaften (in Klammern Einwohnerzahl Stand 1. Jänner 2025):
- Altwaidhofen (182)
- Dimling (100)
- Götzles (54)
- Hollenbach (296)
- Jasnitz (35)
- Klein Eberharts (71)
- Matzles (111)
- Puch (91)
- Pyhra (46)
- Schlagles (17)
- Ulrichschlag (112)
- Vestenötting (51)
- Waidhofen an der Thaya (4070)

| Katastralgemeinden | Ortschaften in der Gemeinde |
| --- | --- |
| Altwaidhofen (1,96 km²) Altwaidhofen Großer Wald (1,90 km²) Götzles (2,92 km²) Hollenbach (10,00 km²) Kleineberharts (2,08 km²) Matzles (2,99 km²) Puch (3,56 km²) Pyhra (1,42 km²) Schlagles (1,44 km²) Seyfrieds Wald (0,52 km²) Ulrichschlag (5,44 km²) Vestenötting (0,83 km²) Waidhofen an der Thaya (10,99 km²) | Altwaidhofen (D) · Dimling (R) · Götzles (D) · Hollenbach (D) · Jasnitz (D) · Kleineberharts (D) · Matzles (D) · Puch (D) · Pyhra (D) · Schlagles (D) · Ulrichschlag (D) · Vestenötting (R) · Waidhofen an der Thaya (St) |
| Legende | |

| In der Spalte Katastralgemeinden sind sämtliche Katastralgemeinden einer Gemeinde angeführt. In der Klammer ist die jeweilige Fläche in km² angegeben. |
| In der Spalte Ortschaften sind sämtliche von der Statistik Austria erfassten Siedlungen, die auch eine eigene Ortschaftskennziffer aufweisen, angeführt. In der Hierarchieebene derselben Spalte, rechts eingerückt, werden nur Ansiedlungen, die mindestens aus mehreren Häusern bestehen, dargestellt. Die wichtigsten der verwendeten Abkürzungen sind: - M = Hauptort der Gemeinde - Stt = Stadtteil - R = Rotte - W = Weiler - D = Dorf - ZH = Zerstreute Häuser - Sdlg = Siedlung - Hgr = Häusergruppe - E = Einzelgehöft (nur wenn sie eine eigene Ortschaftskennziffer haben) Die komplette Liste der Statistik Austria ist in: Topographische Siedlungskennzeichnung nach STAT Zu beachten ist, dass manche Orte unterschiedliche Schreibweisen haben können. So können sich Katastralgemeinden anders schreiben als gleichnamige Ortschaften bzw. Gemeinden. Quelle: Statistik Austria – Liste für Niederösterreich (PDF) |

Die Gemeinde gehört zur Kleinregion Zukunftsraum Thayaland.

### Nachbargemeinden
| Pfaffenschlag               | Thaya                                       | Groß-Siegharts, Karlstein an der Thaya |
| Waidhofen an der Thaya-Land | Kompassrose, die auf Nachbargemeinden zeigt | Dietmanns                              |
| Windigsteig                 | Göpfritz an der Wild                        |                                        |

## Geschichte

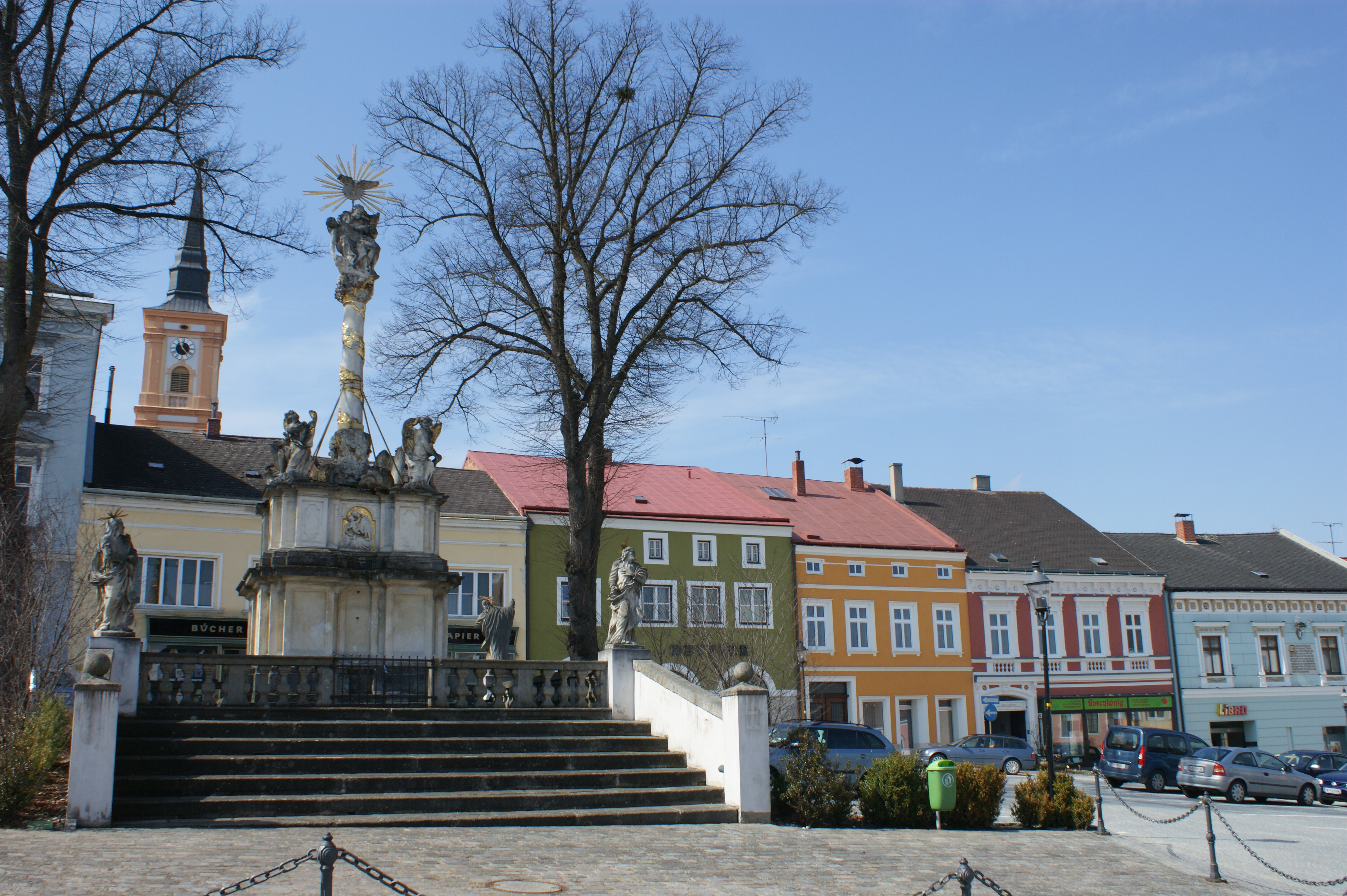
Der Hauptplatz von Waidhofen an der Thaya

Altwaidhofen jenseits der Thaya entstand im 12. Jahrhundert und wurde 1230 urkundlich als Altsiedlung genannt.
Waidhofen an der Thaya wurde im Jahre 1171 erstmals urkundlich erwähnt und erhielt 1230 das Stadtrecht. Bedingt durch die Grenzlage kam es immer wieder zu böhmischen Angriffen. Die Situation beruhigte sich erst 1526 durch den habsburgischen Erwerb Böhmens und Mährens. Die Stadt blieb bis zum Jahr 1848 landesfürstlich. Aufgrund des textilen Heimgewerbes im Umland kam es Ende des 17. Jahrhunderts zum wirtschaftlichen Aufschwung und Waidhofen entwickelte sich neben Krems an der Donau zur wichtigsten Gewerbestadt des Waldviertels.
1873 kam es zu einem Großbrand, dem viele Häuser der Altstadt zum Opfer fielen.
Nach dem „Anschluss“ Österreichs an den NS-Staat war die Stadt Verwaltungssitz des Kreises Waidhofen an der Thaya, der Teile der besetzten Tschechoslowakei einschloss.
Im Zuge der NÖ. Kommunalstrukturverbesserung wurden am 1. Jänner 1972 sechs ehemalige Gemeinden eingegliedert: Altwaidhofen, Kleineberharts, Vestenötting, Hollenbach, Puch und Ulrichschlag.

### Bevölkerungsentwicklung

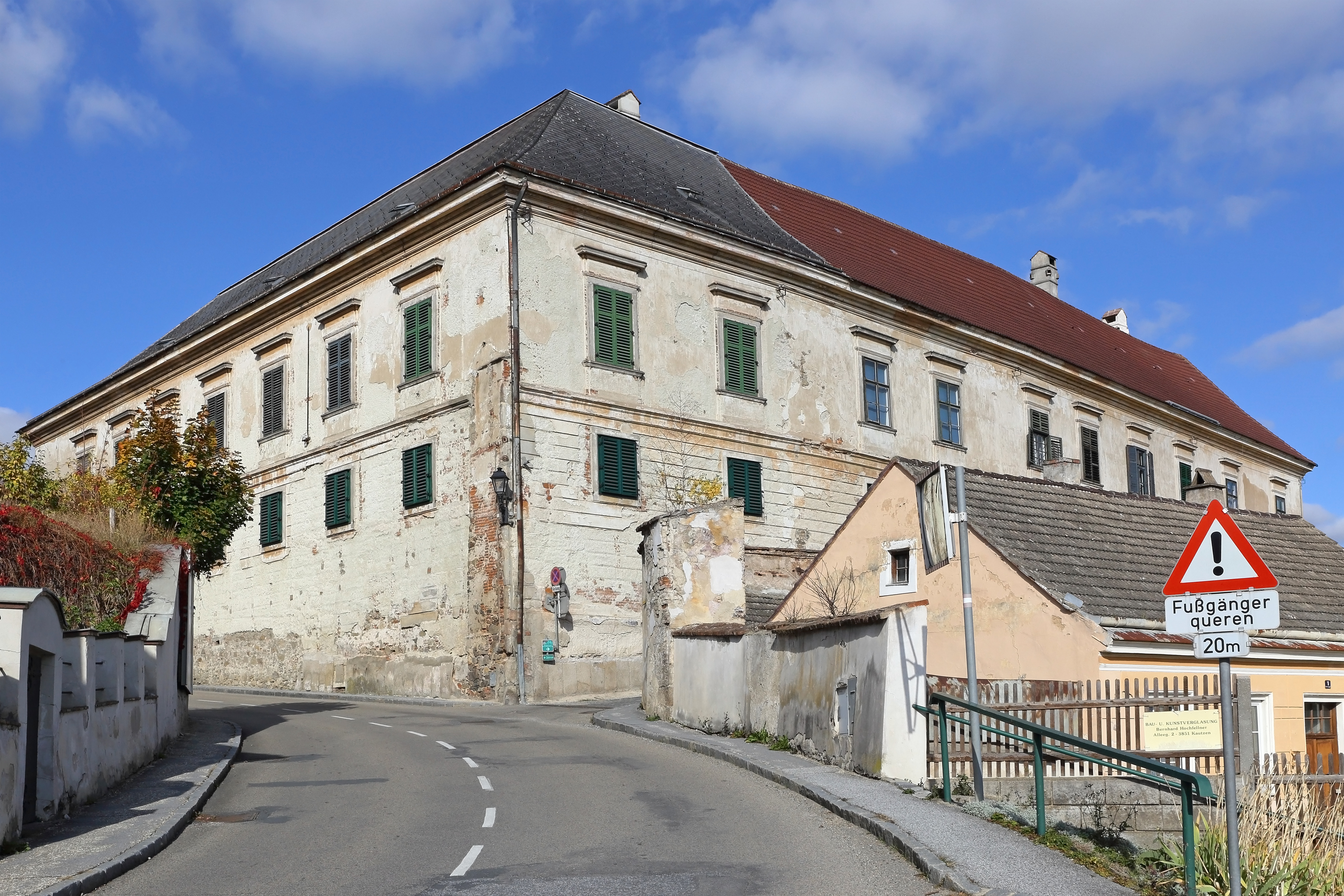
Schloss Waidhofen an der Thaya

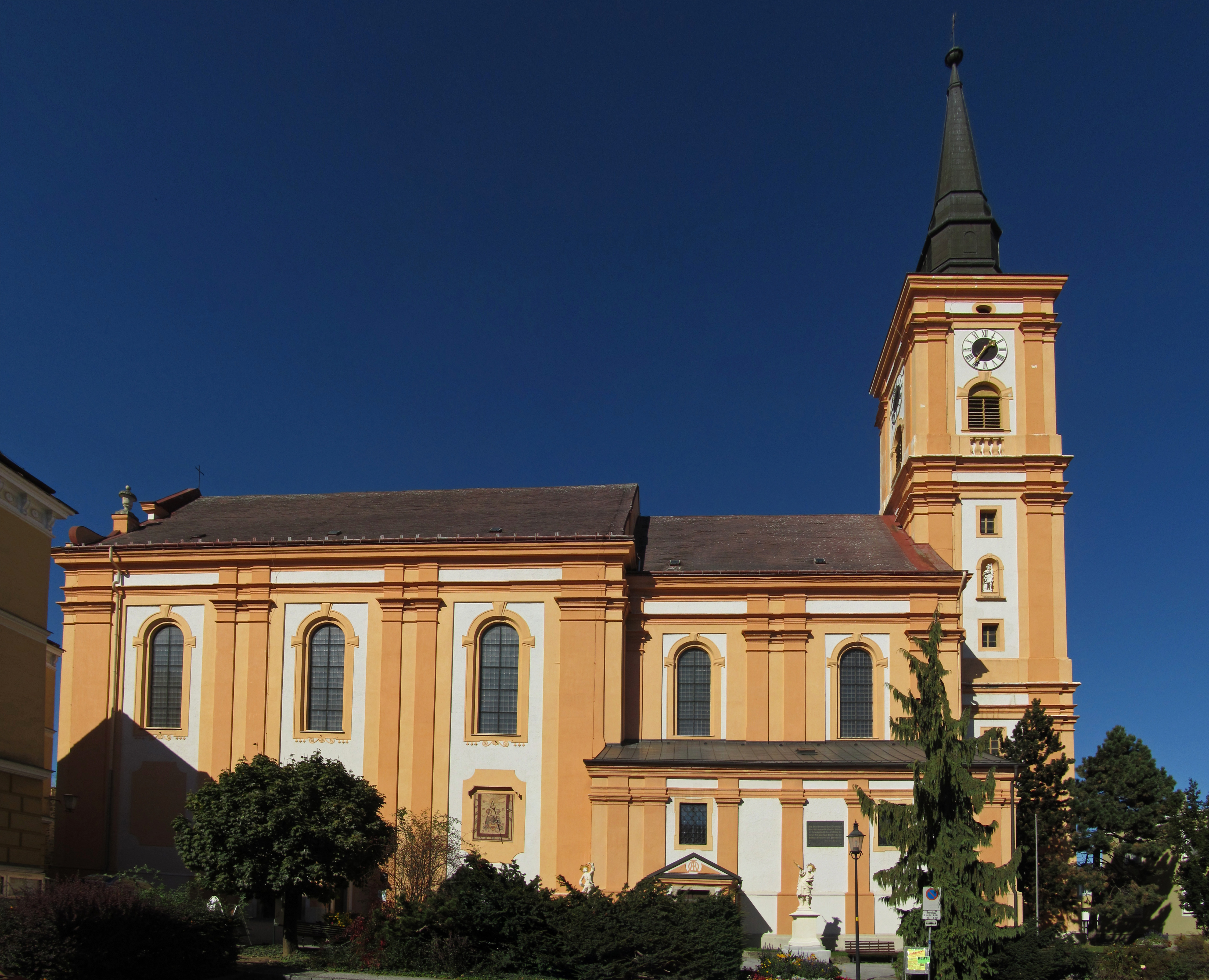
Katholische Pfarrkirche Waidhofen an der Thaya

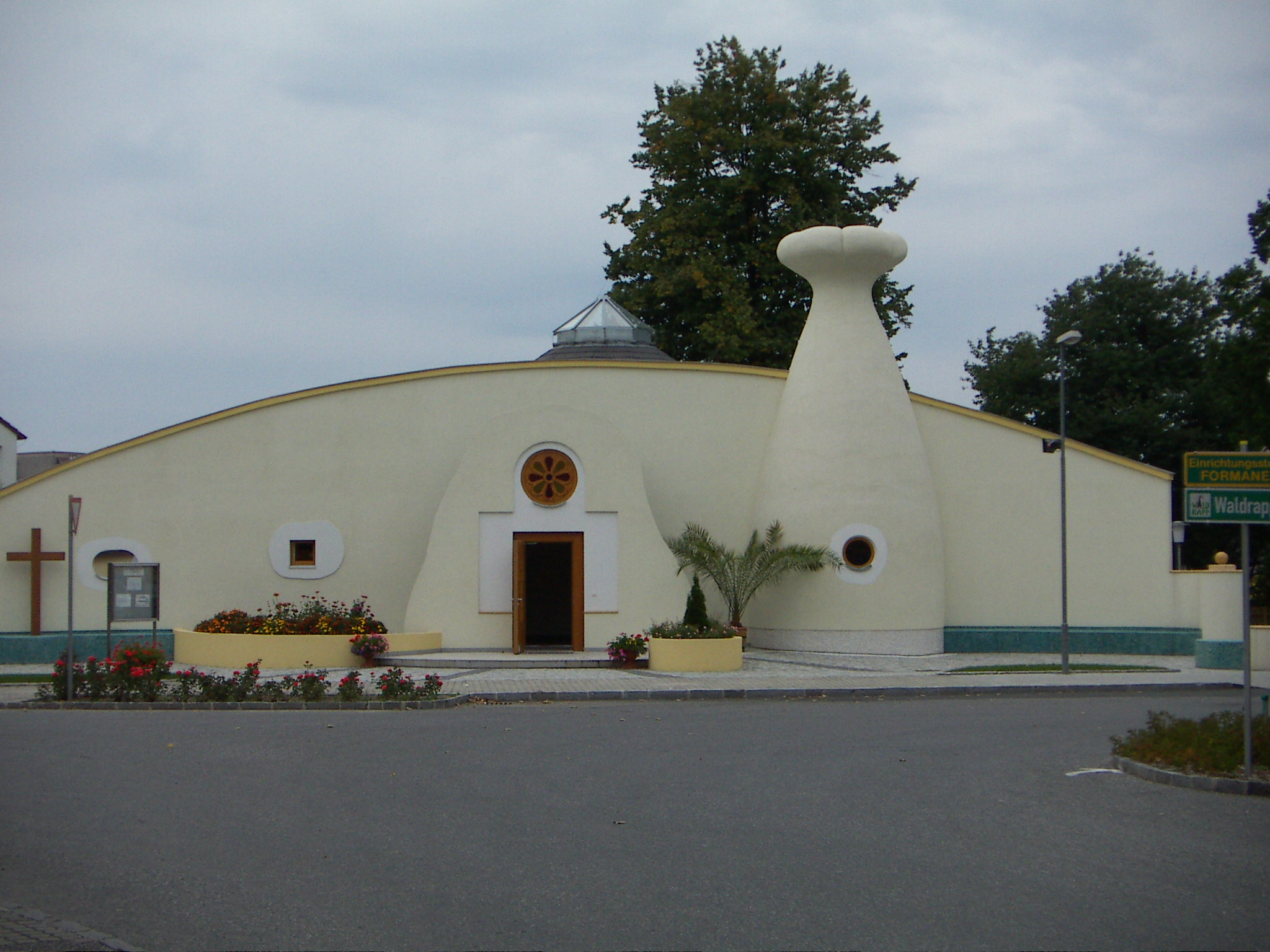
Evangelische Kirche Waidhofen an der Thaya

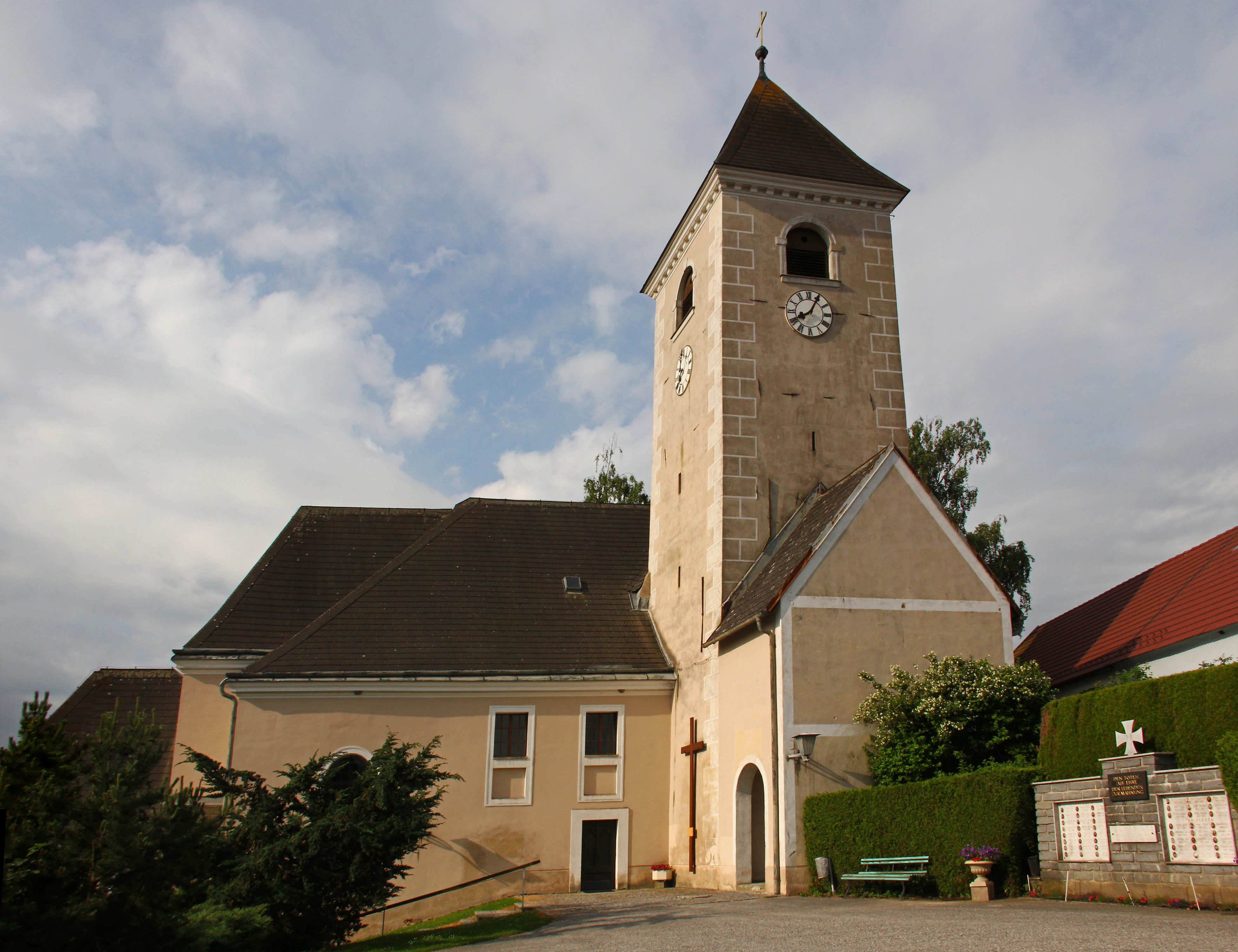
Pfarrkirche Puch in Niederösterreich

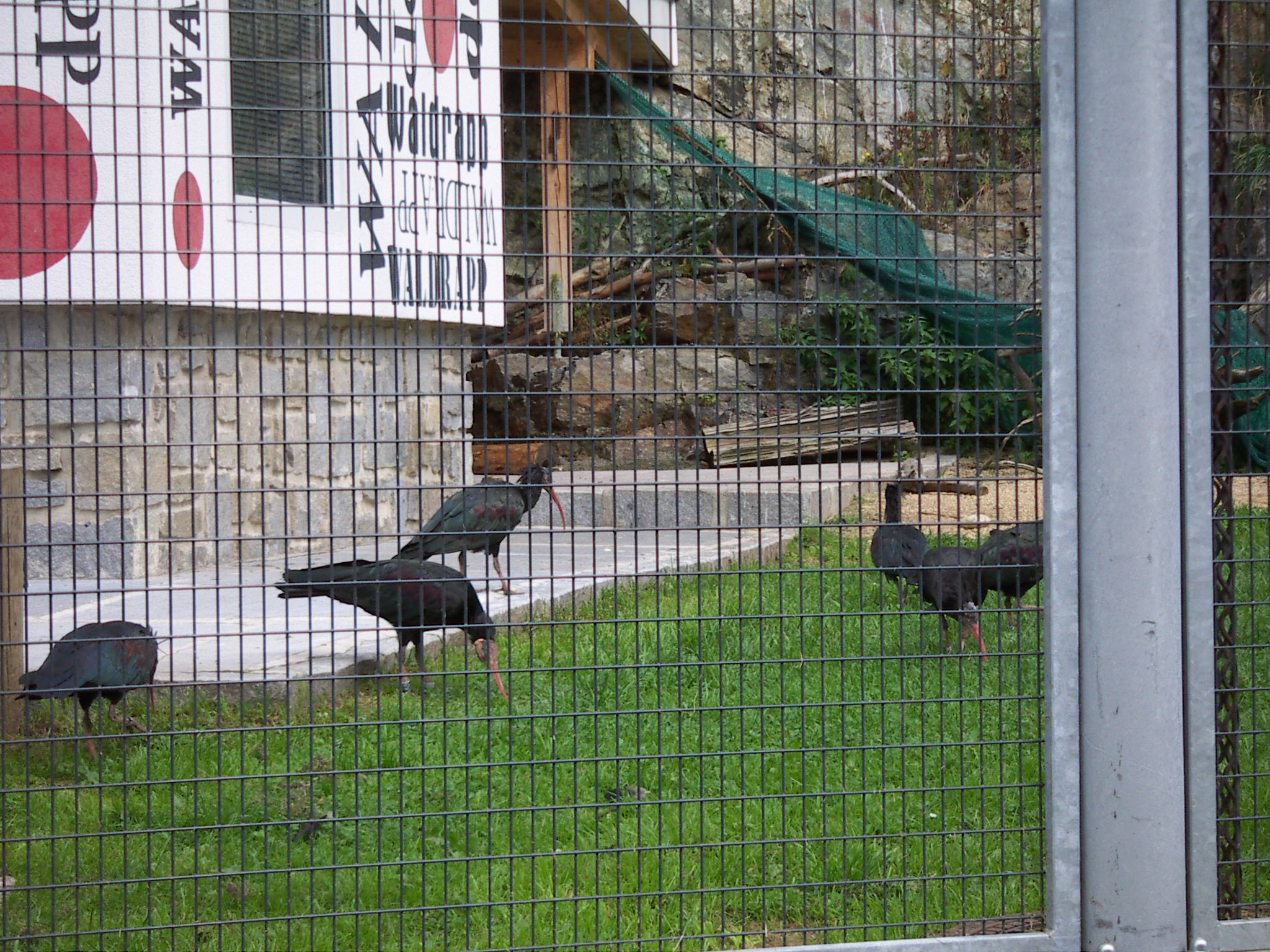
Waldrapp-Voliere

## Kultur und Sehenswürdigkeiten

### Bauwerke
- Stadtbefestigung Waidhofen an der Thaya
- Schloss Waidhofen an der Thaya
- Rathaus: Das ursprünglich im 16. Jahrhundert erbaute Rathaus wird auch für Kunstausstellungen genutzt (z. B. von Arik Brauer und Bruno Haberzettl).
- Katholische Pfarrkirche Waidhofen an der Thaya
- Evangelische Kirche Waidhofen an der Thaya
- Katholische Pfarrkirche Puch (hl. Anna)
- Die Dreifaltigkeitssäule auf dem Hauptplatz wurde in den Jahren 1705–1709 errichtet. Säule und Figuren wurden vom Eggenburger Steinmetzmeister Wolfgang Steinböck geschaffen. Daneben finden sich eine Balustradenumfriedung mit den Heiligen Maria und Josef sowie Johannes der Evangelist und Johannes Nepomuk als Eckfiguren, am zweigeschoßigen Sockelblock Reliefs Mariahilf und der Pestheilige Rochus, Rosalia und Sebastian zwischen Eckpfeilern, kartuschenhaltende Engelfiguren als Eckbekrönungen (bezeichnet mit 1709) und auf der Säulenspitze eine Gottvaterpietà.
- Friedhof Waidhofen an der Thaya
- Jüdischer Friedhof Waidhofen an der Thaya

Waidhofen an der Thaya bietet kulturelle Veranstaltungen wie Theateraufführungen, Konzerte, Musicals und Ausstellungen. Das Internationale Musikfest, veranstaltet vom Folkclub Waidhofen ist ein jährlicher Fixpunkt des Kulturkalenders. Das nördlichste Theater Österreichs, das TAM (Theater an der Mauer), bietet das ganze Jahr hindurch in Waidhofen an der Thaya Vorführungen.

### Sonstige
Zudem befindet sich in Waidhofen an der Thaya seit 2003 Europas größte Waldrapp-Voliere. Der Waldrapp ist eine seltene und gefährdete Ibis-Art, die in Waidhofen in Gefangenschaft gezüchtet wird, um die Art zu erhalten.
Unter der Innenstadt wurden Kelleranlagen aus dem Mittelalter entdeckt, die wahrscheinlich auch als Fluchtwege dienten. Zum Großteil sind diese verschüttet, ein Teil ist jedoch begehbar und kann besichtigt werden.

### Sport
Waidhofen bietet unter anderem Gelegenheit zum Fahrradfahren, Wandern oder Golfspielen. Eine Radstrecke führt auf ehemaligen Bahntrassen bis nach Tschechien. Die Stadt verfügt über ein Freibad. Weitere Freizeitangebote umfassen beispielsweise Tretbootfahren auf der Thaya, Tischtennis, Minigolf, Pit-Pat oder Beachvolleyball. Für Übernachtungsgäste steht ein Campingplatz bereit.
Der mitgliederstärkste Sportverein der Stadt ist die Sportunion mit den Sektionen Turnen, Tennis, Tischtennis, Modellflug, Laufen und Eislaufen.
Der Union gehört die „Jäger- und Schützengilde Union Raika Waidhofen von 1596“ an, die in einem Jugendstilschützenhaus (Badgasse 7) Schießsport mit Luftwaffen und Armbrüsten auf 10 Meter Distanzen betreibt.

## Wirtschaft und Infrastruktur
Im Jahr 2001 gab es 375 nichtlandwirtschaftliche Arbeitsstätten. Die Zahl der land- und forstwirtschaftliche Betriebe belief sich nach der Erhebung von 1999 auf 138. Nach der Volkszählung 2001 waren 2.488 Personen am Wohnort erwerbstätig. Die Erwerbsquote lag 2001 bei 44,86 Prozent.
- Waldviertler Sparkasse von 1842

### Verkehr
- Straße: Waidhofen liegt am Kreuzungspunkt der Zwettler Straße (B 36) und der Waidhofener Straße (B 5).
- Bus: Wieselbusse und Postbusse verbinden Waidhofen mit den umliegenden Orten und mit der Landeshauptstadt St. Pölten.

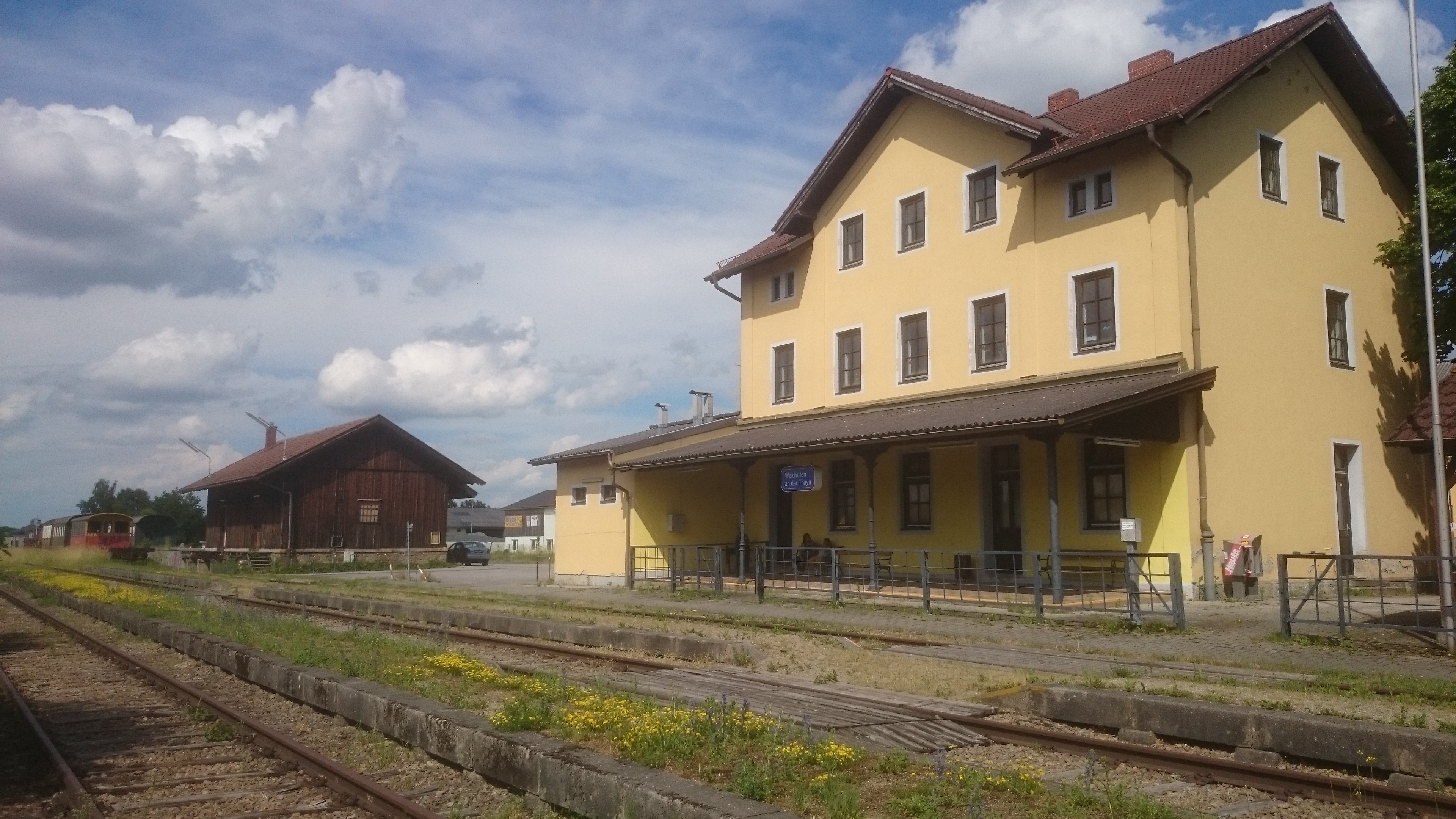
Bahnhof Waidhofen an der Thaya (2021)

- Bahnhof Waidhofen an der Thaya (2021)Bahn: Die nördlich von Waidhofen verlaufende Strecke der Thayatalbahn, die von Schwarzenau ursprünglich bis Slavonice (Zlabings) führte, wurde 2015 abgetragen. An ihrer Stelle wurde ein asphaltierter Radweg als Teilstück der Thayarunde geschaffen.[4] Für Reisende gibt es seit 1. September 1986 einen Schienenersatzverkehr. Seit Dezember 2010 ist der Bahnverkehr eingestellt.[5] Seither gehört Waidhofen an der Thaya neben Zwettl, Güssing, Oberpullendorf und Oberwart zu den fünf Bezirkshauptstädten Österreichs ohne Anbindung an den öffentlichen Schienenpersonenverkehr.

### Bildung

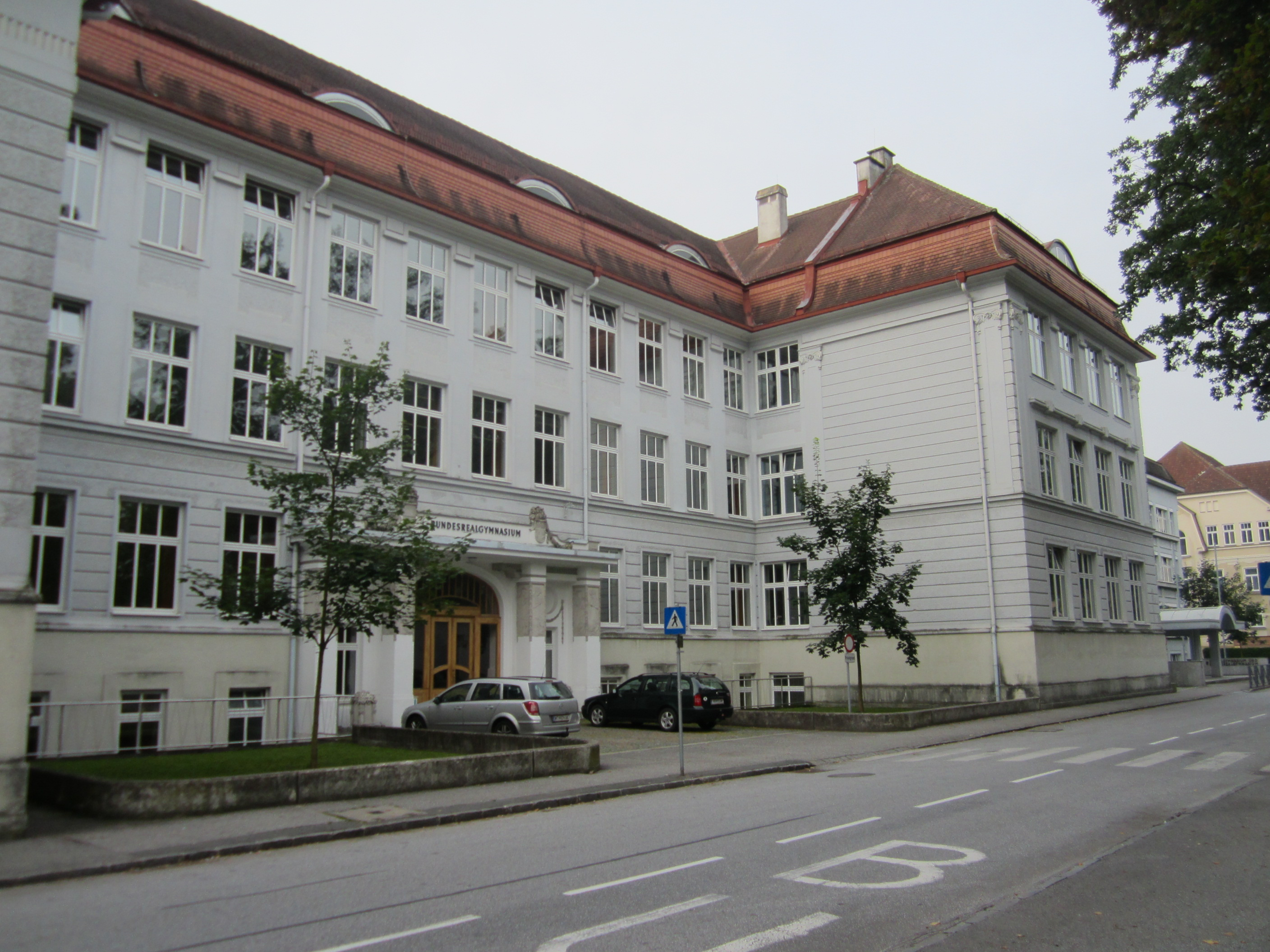
BG/BRG Waidhofen an der Thaya

Waidhofen an der Thaya verfügt über ein Gymnasium und über eine Handelsakademie mit angeschlossener Handelsschule. Des Weiteren gibt es ein Polytechnikum, eine Neue Mittelschule, eine Volksschule und eine Sonderschule. In Kleineberharts wurde 2019 eine Montessori-Schule (Schulstufen 1 bis 12) mit angeschlossenem Kinderhaus eröffnet.
Für die Erwachsenenbildung steht eine Volkshochschule zur Verfügung.

### Gesundheit
Das Waidhofener Krankenhaus, Landesklinikum Waidhofen an der Thaya, befindet sich in der Moritz-Schadek-Gasse 31.
Es gibt folgende Abteilungen:
- Anästhesiologie und Intensivmedizin
- Chirurgie
- Innere Medizin mit Palliativmedizin, Onkologie und Herzüberwachung
- Urologie
- Waldviertler Zentrum für Seelische Gesundheit (psychische Akutversorgung)

Der Rettungsdienst wird durch das Rote Kreuz von der Bezirksstelle in der Stadt durchgeführt.

## Politik

### Gemeinderat
Der Gemeinderat hat 29 Mitglieder.
- Mit den Gemeinderatswahlen in Niederösterreich 1990 hatte der Gemeinderat folgende Verteilung: 19 ÖVP, 7 SPÖ und 3 FPÖ.
- Mit den Gemeinderatswahlen in Niederösterreich 1995 hatte der Gemeinderat folgende Verteilung: 14 ÖVP, 7 UBL, 5 SPÖ und 3 FPÖ.[8]
- Mit den Gemeinderatswahlen in Niederösterreich 2000 hatte der Gemeinderat folgende Verteilung: 18 ÖVP, 6 SPÖ, 3 FPÖ und 2 UBL.[9]
- Mit den Gemeinderatswahlen in Niederösterreich 2005 hatte der Gemeinderat folgende Verteilung: 17 ÖVP, 7 SPÖ, 2 UBL, 2 Grüne und 1 FPÖ.[10]
- Mit den Gemeinderatswahlen in Niederösterreich 2010 hatte der Gemeinderat folgende Verteilung: 19 ÖVP, 5 SPÖ, 2 FPÖ, 2 UBL und 1 Grüne.[11]
- Mit den Gemeinderatswahlen in Niederösterreich 2015 hatte der Gemeinderat folgende Verteilung: 14 ÖVP, 7 FPÖ, 4 Grüne und 4 SPÖ.[12]
- Mit den Gemeinderatswahlen in Niederösterreich 2020 hatte der Gemeinderat folgende Verteilung: 13 ÖVP, 7 FPÖ, 6 Grüne und 3 SPÖ.[13]
- Mit den Gemeinderatswahlen in Niederösterreich 2025 hat der Gemeinderat folgende Verteilung: 16 ÖVP, 9 FPÖ, 2 SPÖ und 2 Grüne.[14]

### Bürgermeister
Aktueller Bürgermeister ist Josef Ramharter (ÖVP), Vizebürgermeister ist Martin Litschauer (Grüne).
- 1934 bis 1938 Johann Haberl (CSP)
- ab 1955 Franz Leisser (ÖVP)
- 2007–2013 Kurt Strohmayer-Dangl (ÖVP)
- 2013–2021 Robert Altschach (ÖVP)[16]
- 2021 Eunike Grahofer (ÖVP)
- seit 2021 Josef Ramharter (ÖVP)

### Städtepartnerschaften
Die Gemeinde pflegt Partnerschaften mit:
- seit 1982  Heubach, Deutschland
- seit 1992  Telč (deutsch: Teltsch), Tschechien

## Persönlichkeiten

### Söhne und Töchter der Gemeinde
- Franz Eipeldauer (1802–1888), Philanthrop
- Johann Baptist Gudenus (1908–1968), mehrfacher Olympiateilnehmer
- Franz Pischinger (* 1930), Maschinenbauer
- Felix Pischinger (* 1931), Restaurator und Künstler
- Johann Gramanitsch (* 1935), Gastronom, Reptilienexperte und ehemaliger Besitzer der Orientbar / Kroko-Bar
- Rudolf Pischinger (* 1935), Wissenschaftler und Bergsteiger
- Anton Koczur (1941–2016), Politiker (SPÖ)
- Herwig Reiter (* 1941), Dirigent und Komponist
- Peter Dusek (1945–2024), Historiker und Archivwissenschaftler
- Manfred Matzka (* 1950), Sektionsleiter
- Ricarda Reinisch-Zielinski (* 1954), Fernsehmoderatorin des ORF
- Klaus Fleischhaker (* 1956), Koch
- Helmut Österreicher (* 1956), Koch, Gastronom und Autor
- Peter Reutterer (* 1956), Schriftsteller
- Johann Lampeitl (* 1957), Beamter
- Heli Dungler (1963–2020), Tierschützer
- Wolfgang Kössner (1964–1991), Polizeibeamter
- Kurt Strohmayer-Dangl (* 1964), Politiker (ÖVP)
- Yvonne Rychly (* 1965), Politikerin (SPÖ)
- Eduard Köck (* 1965), Politiker (ÖVP) und Landwirt
- Gottfried Waldhäusl (* 1965), Politiker (FPÖ)
- Inge Kralupper (1966–2016), Managerin
- Christian Frosch (* 1966), Filmregisseur, Drehbuchautor und Filmproduzent
- Andrea Lamatsch (* 1967), Schauspielerin
- Martina Diesner-Wais (* 1968), Politikerin (ÖVP) und Landwirtschaftsmeisterin
- David Schalko (* 1973), Regisseur und Autor
- Alexander Wurz (* 1974), Automobilrennfahrer
- Christian Fuchs (* 1976), Informatiker, Sozialwissenschafter, Hochschullehrer
- Rainer Katzenbeisser (* 1978), Kraftsportler
- Michaela Langer-Weninger (* 1979), Politikerin (ÖVP)
- Birgit Zotz (* 1979), Ethnologin und Autorin
- Kathrin Schindele (* 1981), Politikerin (SPÖ)
- Eunike Grahofer (* 1975), Autorin und Kräuterpädagogin
- Peter Primus Frosch (* 1990), Jazzmusiker
- Viktoria Hutter (* 1991), Politikerin (ÖVP)
- Anja Scherzer (* 1996), Politikerin (FPÖ)
- Sebastian Stark (* 2000), Politiker

### Personen mit Bezug zur Gemeinde
- Gerhart Banco (1926–2024), Blasmusik-Komponist, Musikpädagoge und Kirchenmusiker
- Johann Haberl (1876–1962), Politiker (CSP) und Gasthofbesitzer
- Karl Hoefner (1886–1954), Künstler und Kunstpädagoge
- Johann Ernst von Jamaigne (1648–1719), Theologe und Dechant
- Franz Leisser (1914–1984), Politiker (ÖVP) und Mittelschulprofessor
- Martin Litschauer (* 1974), Politiker (Die Grünen) und Nationalratsabgeordneter
- Daniel Sikorski (* 1987), Fußballspieler